# Mišo Brečko
Mišo Brečko, né le 1er mai 1984 à Trbovlje, est un footballeur international slovène. Il évolue au poste d'arrière latéral.

## Biographie

### En club
Mišo commence le football chez lui, à Trbovlje, dans le club du NK Rudar Trbovlje où il reste jusqu'à ses 18 ans. Il découvre la troisième division slovène avec un club de la capitale : le Factor Ljubljana. Le jeune joueur signe ensuite son premier contrat professionnel avec le NK Šmartno en première division slovène où il dispute la majeure partie de la saison.
En 2004, il quitte le championnat slovène pour la Bundesliga en Allemagne et signe à Hambourg un contrat de quatre ans. Son temps de jeu est réduit et il demande à être prêté ailleurs. Il rejoint alors Rostock en deuxième division. De retour en 2006, le club du nord de l'Allemagne le prête à nouveau en deuxième division, mais à Aue. Lors de la saison 2007-2008, il joue avec Hambourg.
Libre tout contrat en 2008, il s'engage avec le FC Cologne pour une durée de trois ans. Il y retrouve Milivoje Novakovič, son compatriote de la sélection. Comme il s'impose dans le club, les dirigeants de Cologne lui proposent une prolongation de contrat qu'il accepte, ce qui le lie au club jusqu'en 2013.

### En équipe nationale
Brecko participe à la Coupe du monde 2010 en Afrique du Sud avec la Slovénie.

## Palmarès
- FC Cologne
  - Champion de 2. Bundesliga en 2014